# Māgām
Māgām är en ort i Indien.   Den ligger i distriktet Bāramūla och unionsterritoriet Jammu och Kashmir, i den norra delen av landet, 700 km norr om huvudstaden New Delhi. Māgām ligger 1 591 meter över havet och antalet invånare är 4 690.
Terrängen runt Māgām är platt åt nordost, men åt sydväst är den kuperad. Runt Māgām är det ganska tätbefolkat, med 185 invånare per kvadratkilometer. Närmaste större samhälle är Srinagar, 19,8 km öster om Māgām. Trakten runt Māgām består till största delen av jordbruksmark.